# Misha

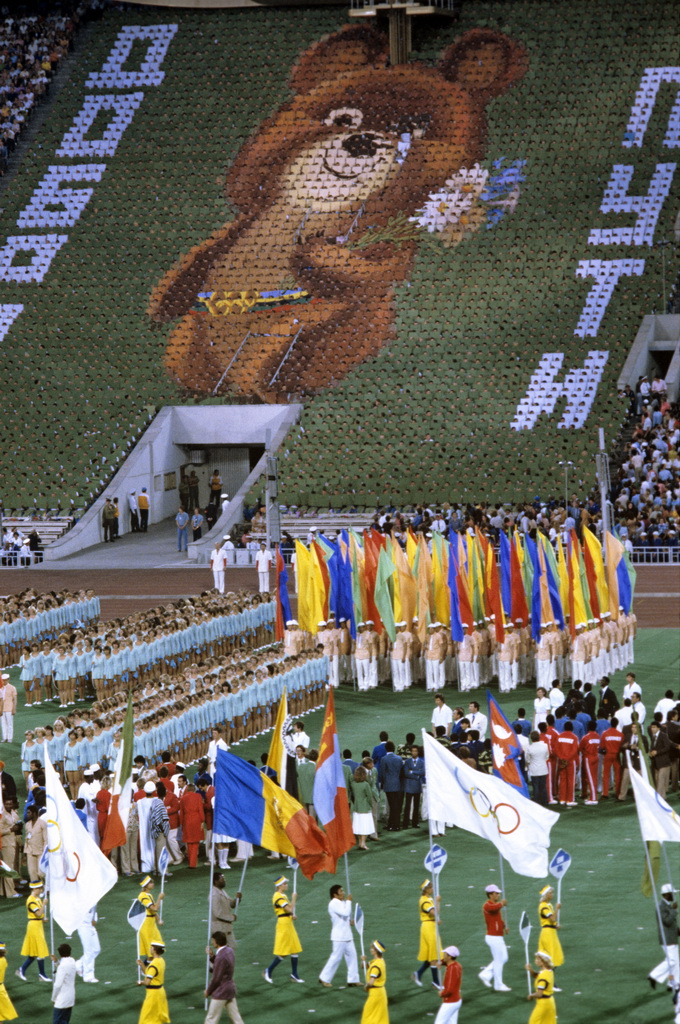
Mosaico Humano de Misha no fim das Olimpíadas de Moscou.

Misha, apelido — alcunha, em Português Europeu — russo de Mikhail (em inglês, Michael, em português, Miguel) foi o mascote das Olimpíadas de 1980 realizadas em Moscou, União Soviética.
O personagem, um ursinho (animal símbolo da Rússia), foi criado pelo ilustrador soviético Victor Tchijikov, famoso por seus desenhos para livros infantis. Consta que Chizhikov levou seis meses para desenhá-lo, entre centenas de variações, e acabou finalizando o ursinho em dezembro de 1977. Misha, inclusive, tinha até nome inteiro oficial: Mikhail Potapitch Toptygin.
O uso do ursinho nas cerimônias de abertura e encerramento dos Jogos, transmitidas pela televisão, emocionou o mundo. Misha aparecia em movimentos produzidos por um enorme mosaico de coreógrafos carregando placas coloridas, que eram levantadas e abaixadas segundo um movimento perfeitamente sincronizado pelas pessoas nas arquibancadas do estádio. Um momento especificamente marcante ocorreu durante a cerimônia de encerramento, quando uma coreografia simulou a queda de uma lágrima do olho do ursinho, fazendo Misha chorar.
Misha foi a primeira mascote de um evento desportivo que alcançou êxito comercial a nível mundial. Diversos produtos foram vendidos em todo o mundo com sua imagem e surgiu mesmo em desenho animado de origem japonesa baseados no dito personagem que foi sucesso. Misha acabou se tornando o mascote mais famoso da história das olimpíadas.